# Апряткін Семен Семенович
Семен Семенович Апряткін (27 квітня 1911, Баку, тепер Азербайджан — 12 лютого 1977, Москва) — радянський державний діяч, начальник об'єднання «Грознафта», 1-й секретар Чечено-Інгуського обласного комітету КПРС. Член Центральної Ревізійної Комісії КПРС у 1966—1971 роках. Кандидат у члени ЦК КПРС у 1971—1976 роках. Депутат Верховної ради Російської РФСР 3—4-го скликань. Депутат Верховної Ради СРСР 7—9-го скликань. Герой Соціалістичної Праці (8.05.1948).

## Життєпис
Народився в родині службовця. У 1925 році закінчив школу першого ступеня в Баку, в 1929 році — Бакинський електробудівельний технікум, поступив до інституту.
З 1934 року, навчаючись в Азербайджанському індустріальному інституті, працював в об'єднанні «Азнафтавидобуток»: інженер-нафтовик, начальник відділу капітального будівництва, завідувач контори, головний механік нафтовидобувного тресту, начальник технічного відділу. У 1935 році очолив проектну контору тресту «Орджонікідзенафта» в Баку.
У 1936 році закінчив Азербайджанський нафтовий інститут.
У 1938—1939 роках — начальник технічного відділу об'єднання «Азнафтавидобуток».
У 1939—1940 роках — керуючий тресту «Леніннафта» в місті Баку.
У 1940—1942 роках — начальник «Майкопнафтокомбінату» в Адигейській АО. Восени 1941 року очолював евакуацію підприємства, наступні півроку відновлював евакуйоване устаткування. Влітку 1942 року входив в Особливу групу Миколи Байбакова, що ліквідовувала устаткування і свердловини.
У 1942—1946 роках — керуючий тресту «Калініннафта» в місті Коканді Узбецької РСР. У 1946 році — начальник Краснодарського нафтокомбінату.
У 1946—1957 роках — начальник об'єднання «Грознафта» в місті Грозному Грозненської області.
Член ВКП(б) з 1948 року.
Указом Президії Верховної Ради СРСР від 8 травня 1948 року за видатні заслуги у справі збільшення видобутку нафти, виробленні нафтопродуктів, розвідці нових нафтових родовищ і буріння нафтових свердловин Апряткіну Семену Семеновичу присвоєно звання Героя Соціалістичної Праці з врученням ордену Леніна і золотої медалі «Серп і Молот».
У 1957—1958 роках — 1-й заступник голови Ради народного господарства Чечено-Інгуської АРСР.
У 1958 — 11 січня 1966 року — секретар Чечено-Інгуського обласного комітету КПРС.
11 січня 1966 — липень 1975 року — 1-й секретар Чечено-Інгуського обласного комітету КПРС.
З липня 1975 року — персональний пенсіонер союзного значення в Москві.
Помер 12 лютого 1977 року. Похований в Москві на Троєкурівському цвинтарі.

## Нагороди і звання
- Герой Соціалістичної Праці (8.05.1948)
- чотири ордени Леніна (24.01.1944, 8.05.1948, 19.03.1959, 23.04.1971)
- орден Жовтневої Революції (7.12.1973)
- два ордени Трудового Червоного Прапора (6.02.1942, 24.12.1965)
- медаль «За трудову доблесть» (15.05.1951)
- медалі
- Сталінська премія ІІ ст. (1949) — за відкриття Ташкалінського нафтового родовища.